# Много си се променио
Много си се променио је друга песма на албуму Нико није савршен српске певачице Индире Радић.

## О песми
Музику и текст за песму Много си се променио написао је Индирин син, Северин Радић. За разлику од осталих песама на албуму, у којима преовлађује поп звук, ова песма садржи елементе поп-фолка, те по музичком стилу представља наставак песме Пожелела. За два дана након објављивања на Јутјубу забележила је преко 200.000 прегледа и постала највећи хит на албуму.
Инструменти присутни у композицији су бузуки, гитаре, виолине и клавир. Песму прати и видео-спот, снимљен у режији Андреја Илића. У споту Индира стоји на сцени и пева, док је бенд иза ње. Певачица носи дугу црну сукњу и белу блузу, што је неочекивано било похваљено од стране медија, будући да изгледа пристојно и да није пренагласила свој сексепил.